# فرانسوا ژوفروا
فرانسوا ژوفروا (تلفظ فرانسوی: [fʁɑ̃swa ʒufʁwa]؛ ۱ فوریه ۱۸۰۶ – ۲۵ ژوئن ۱۸۸۲) مجسمه‌ساز فرانسوی بود.

## زندگی‌نامه
ژوفروا در دیژون فرانسه متولد شد. پدرش نانوا بود و قبل از پذیرفته شدن در مدرسه هنرهای زیبای پاریس در سال ۱۸۲۴ در مدرسه طراحی محلی تحصیل کرد. در سال ۱۸۳۲ موفق به اخذ جایزه بزرگ رم شد. ژوفروا اغلب مجبور بود با پیر ژان دیوید برای کمیسیون‌های عمومی رقابت کند، اما در طول امپراتوری دوم (۱۸۵۱–۱۸۷۰) او همچنان در تزئین چندین ساختمان عمومی شرکت داشت.
او از سال ۱۸۶۵ تا زمان مرگش استاد مدرسه هنرهای زیبای پاریس بود. از جمله شاگردان او می‌توان به پر هاسلبرگ، ژان دانت، لئوپولد موریس، اگوستوس سن‌گودانس، ژوزه سیمویس د آلمیدا (تیو)، آنتونیو سوارس دورس، الیزا دو لامارتین و آدرین اتین گوده اشاره کرد. ژوفروا در سال ۱۸۸۲ در لاوال، ماین درگذشت.

## گالری تصاویر آثار

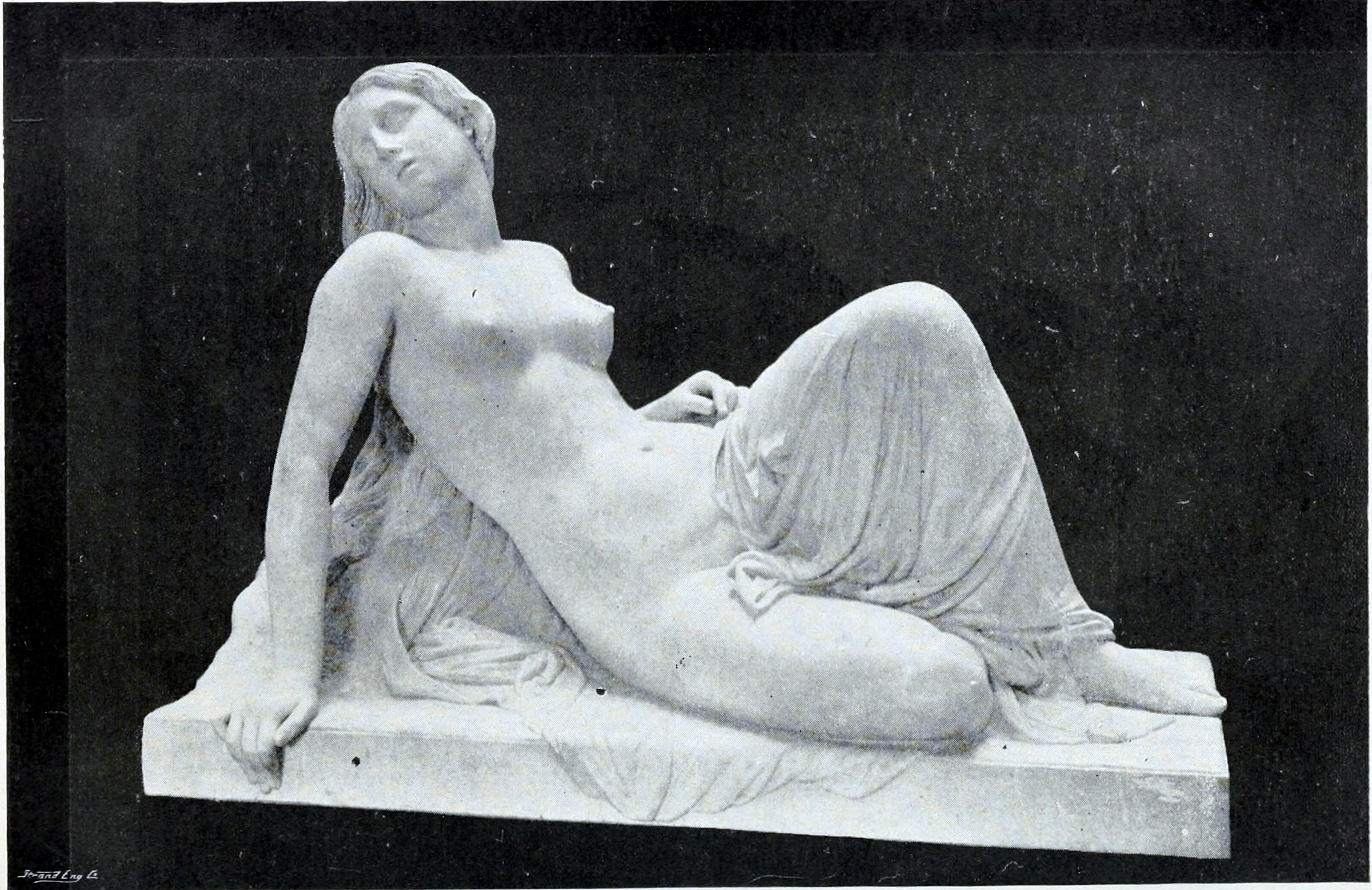
"آریادنه رها شده"
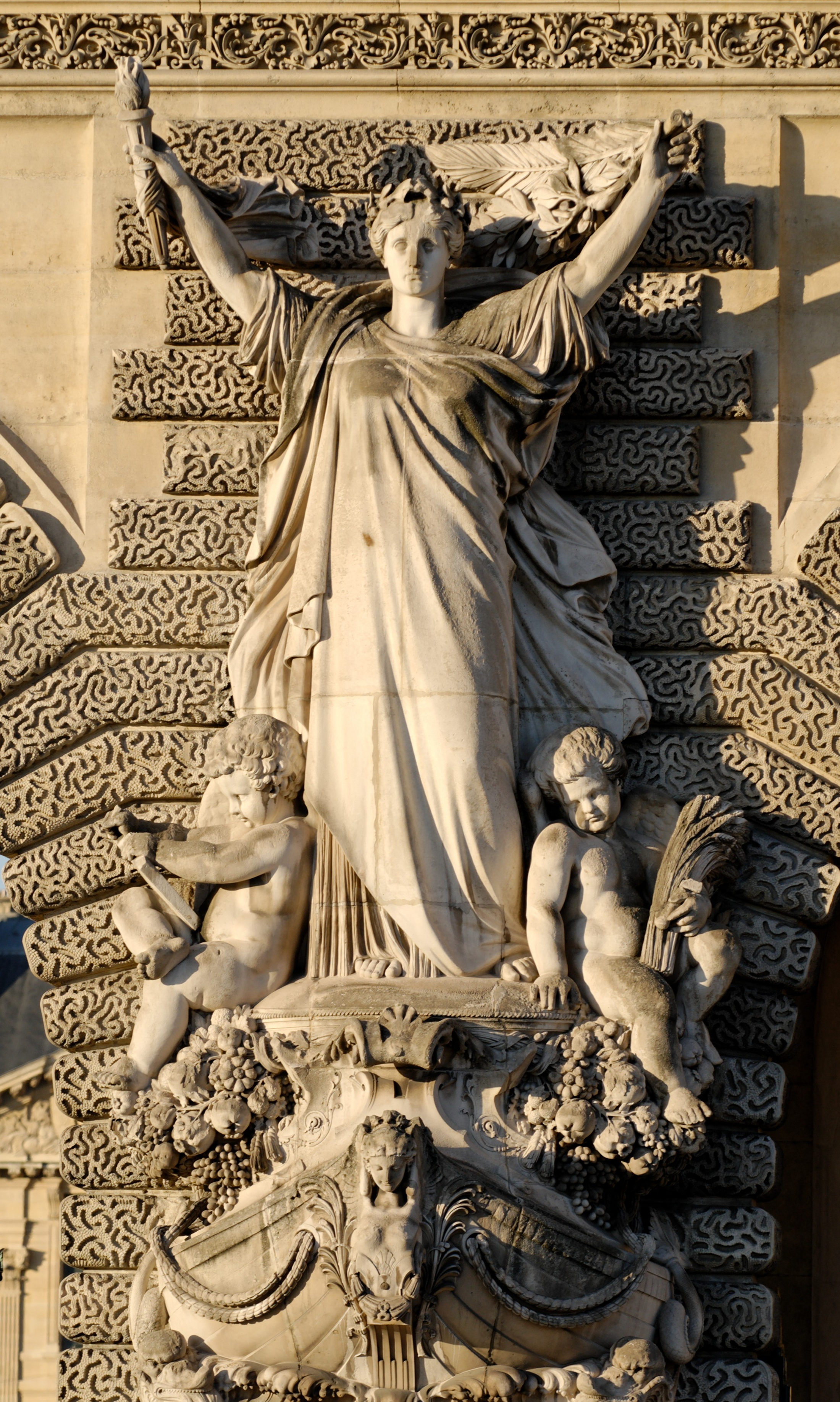
"ناوگان بازرگانی"
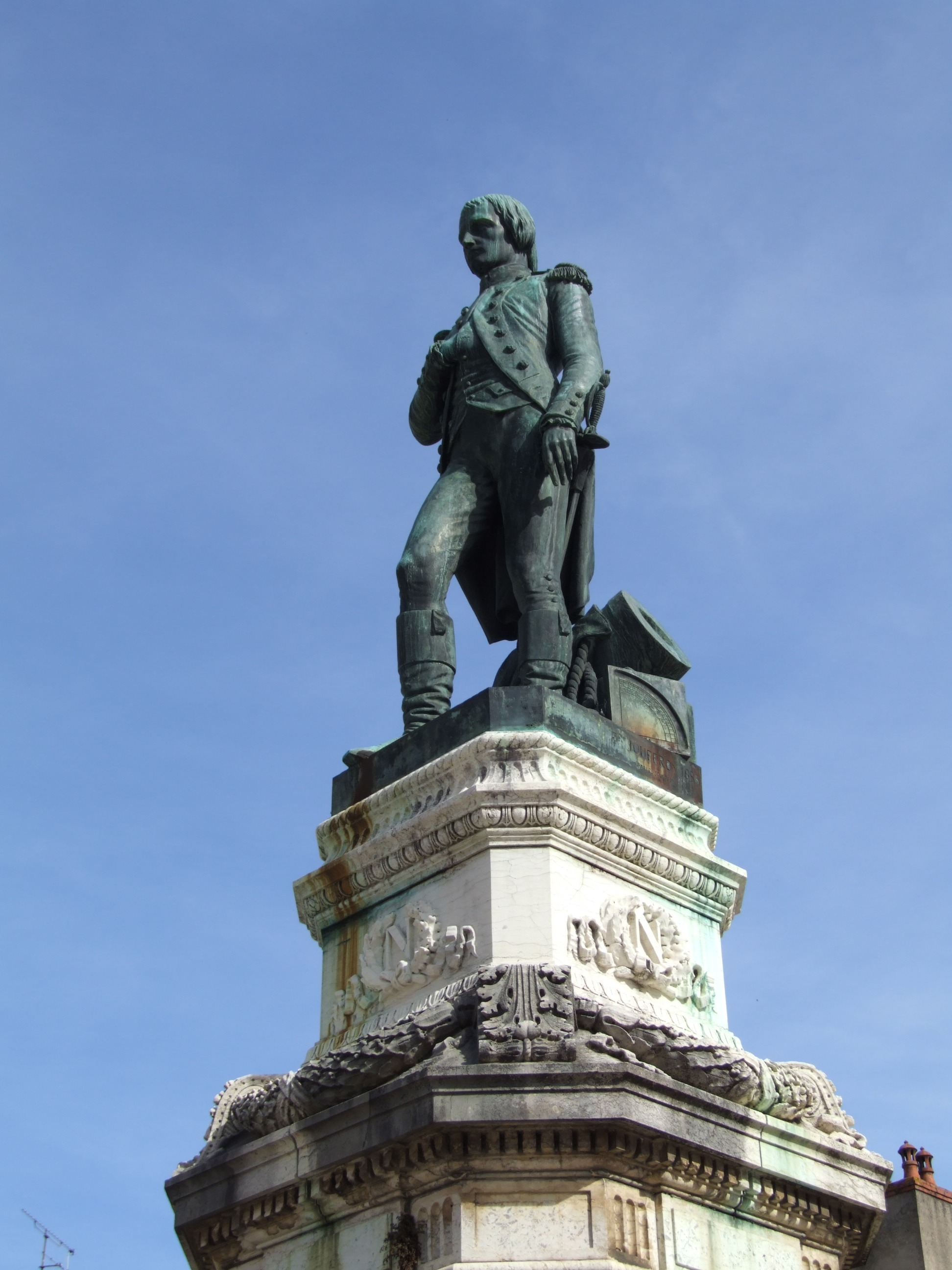
بناپارت
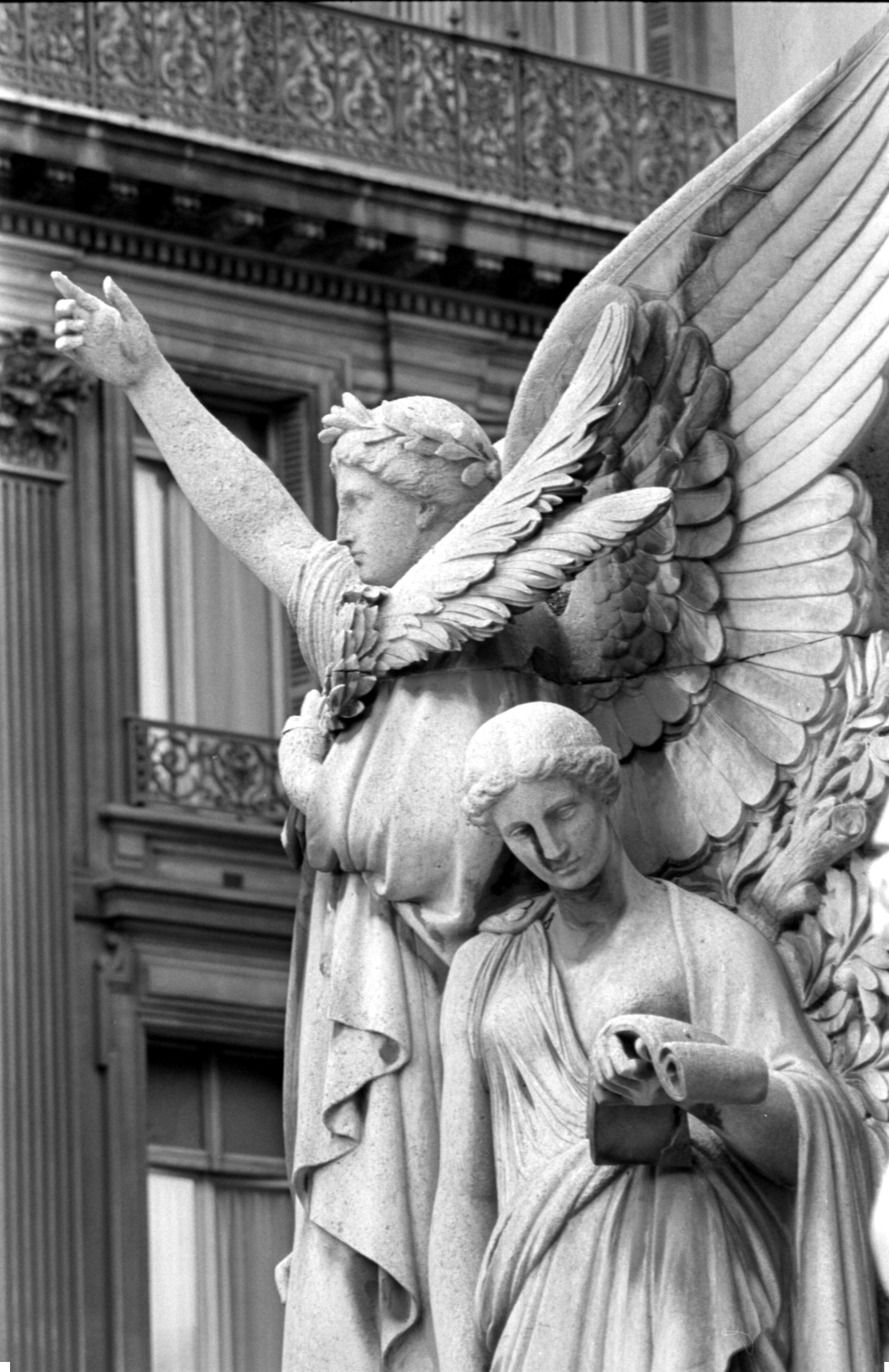
اپرای پاریس
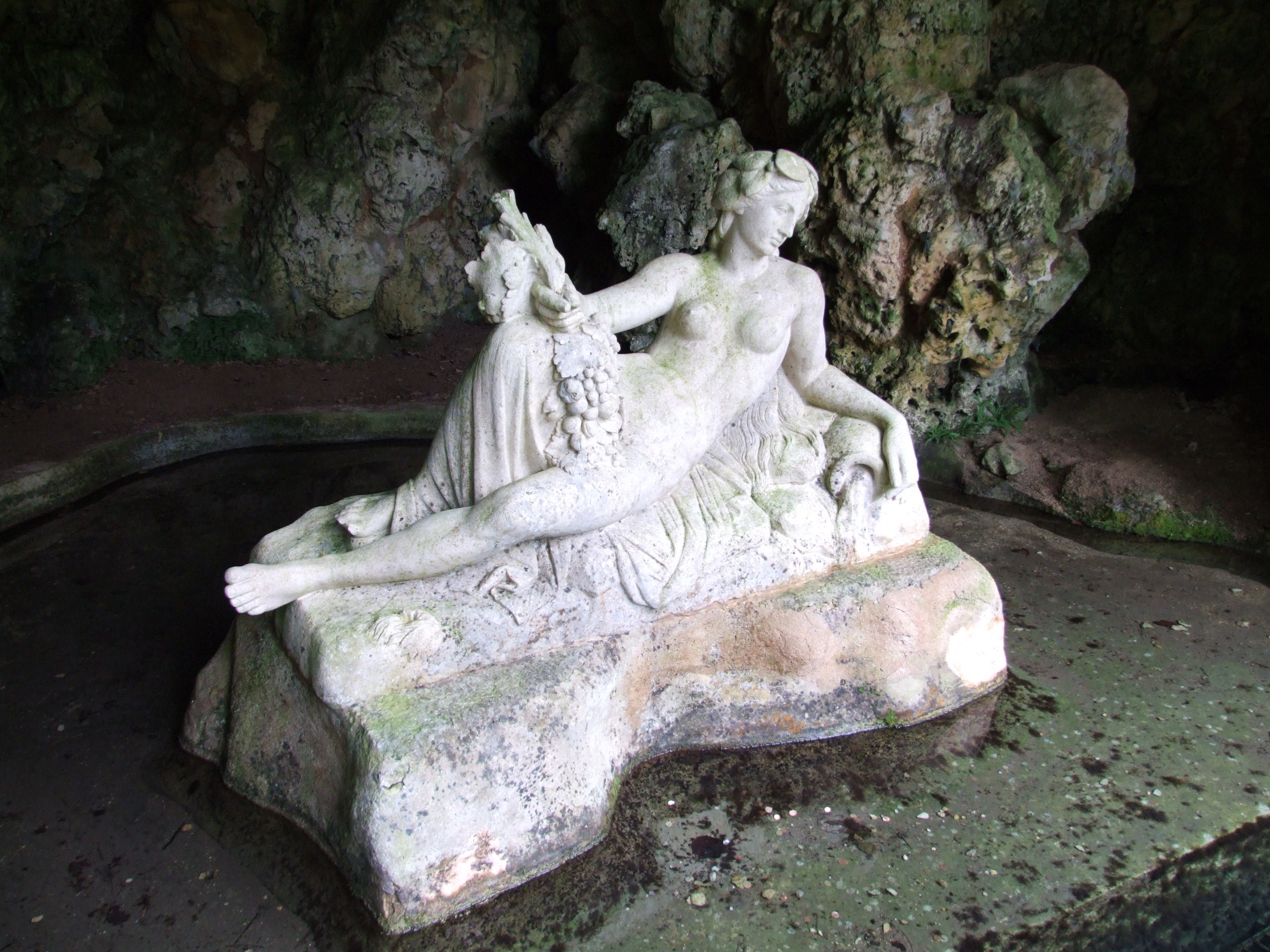
"مبدا رود سن"
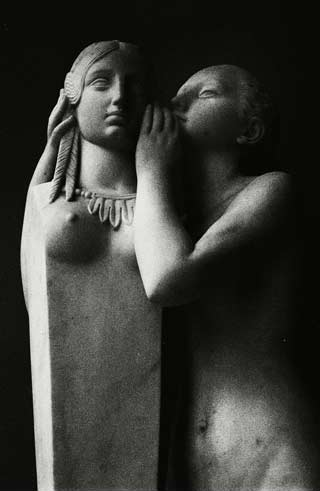
"اولین راز به ونوس سپرده شد"